# Northrop Grumman B-21 Raider
Northrop Grumman B-21 Raider američki je strateški bombarder koji razvija Northrop Grumman za Zračne snage Sjedinjenih Država (USAF). Kao dio programa Long Range Strike Bomber (LRS-B), to će biti dalekometni, nevidljivi interkontinentalni strateški bombarder za USAF, sposoban isporučiti konvencionalno i termonuklearno oružje.
Od 2022. godine očekuje se da će B-21 ući u službu do 2026. ili 2027. Trebao bi nadopuniti i eventualno zamijeniti Northrop Grumman B-2 Spirit, ali ne i bombardere Boeing B-52 Stratofortress koji su imali remont koji produljuje njihov radni vijek do 2050.  Također,  B-21 se ne može mjeriti s nosivosti B52 niti s najvećom brzinom od više od 2 macha bombardera Rockwell B-1B.
Tajni program dugometnog udarnog bombardera (LRS-B) započeo je 2011. godine, a Zračne snage izdale su zahtjev za ponudu za razvoj LRS-B zrakoplova u srpnju 2014. Ugovor o razvoju dodijeljen je tvrtki Northrop Grumman u listopadu 2015. Boeing i Lockheed Martin, koji su predali gubitničke ponude za projekt, uložili su prigovore u listopadu 2016. Vladin ured za odgovornost (GAO) odbacio je prigovore i podržao odluku USAF-a da ugovor za LRS-B dodijeli tvrtki Northrop Grumman. Izvješće GAO-a otkrilo je da je trošak bio odlučujući čimbenik pri odabiru Northrop Grummana u odnosu na tim Boeing-Lockheed Martin.
U ožujku 2016. USAF je najavio sedam prvorazrednih dobavljača za program: Pratt &amp; Whitney, BAE Systems, Spirit AeroSystems, Orbital ATK, Rockwell Collins, GKN Aerospace i Janicki Industries.

## Sposobnosti i dizajn
Mnogi aspekti programa B-21 vrlo su povjerljivi; program je označen kao program s posebnim pristupom. Istraživačka služba Kongresa Sjedinjenih Američkih Država  navela je u izvješću da tehnički detalji i specifikacije B-21 kao što su brzina, sustavi za omogućavanje, veličina, potrebna nevidljivost, struktura, broj i vrsta motora, projektirano oružje i ugrađeni senzori ostaju tajni, iako se neke informacije o drugim aspektima programa objavljuju od 2015. godine. U medijskom izvješću iz 2015. navodi se da su Zračne snage željele da bombarder također funkcionira kao platforma za prikupljanje obavještajnih podataka i zrakoplov presretač. Godine 2016. tadašnja tajnica zračnih snaga Deborah Lee James rekla je da će B-21 biti "peta generacija globalne platforme za precizne napade" s umreženom senzorskom sposobnošću. Northrop Grumman opisao je B-21 na njegovom "otkrivanju" 2022. kao "prvi svjetski zrakoplov šeste generacije".
Voditelj programa F-35 Chris Bogdan rekao je da će motori B-21 biti dovoljno slični motoru F-35 Pratt&Whitney F135 kako bi se smanjila njegova cijena.
U siječnju 2020. dužnosnici zračnih snaga objavili su nove računalne slike B-21 koji pokazuju prepoznatljive ujednačene usise i dizajn glavnog stajnog trapa s dva kotača. Čini se da slika prikazuje manji, lakši zrakoplov od B-2.

## Proizvodnja i montaža
Šef Globalnog zapovjedništva zračnih snaga rekao je kako očekuje da će dati početnu narudžbu za 100 zrakoplova B-21 i izgraditi punu flotu od 175 do 200 komada. Dvije studije USAF-a sugerirale su da bi ratno zrakoplovstvo moglo povećati svoju početnu kupnju s 80 na 100 na 145 zrakoplova. Očekuje se da će početna operativna sposobnost (IOC) biti dostignuta do 2030.
U travnju 2016. objavljeno je da Zapovjedništvo za globalne udare USAF-a očekuje da će se potrebni broj povećati na najmanje 100 zrakoplova B-21.
Sastavljanje B-21 odvija se u tvornici 42 Zračnih snaga Sjedinjenih Američkih Država u blizini Palmdalea u Kaliforniji, u istom postrojenju koje je Northrop Grumman koristio tijekom 1980-ih i 1990-ih za izradu bombardera B-2. U siječnju 2017. Northrop Grumman je dobio 35,8 milijuna dolara vrijednu modifikaciju ugovora za veliki pogon za premaze u tvornici 42, koji treba biti dovršen do kraja 2019., u objavi ugovora nije se izričito spominjao B-21, ali je postrojenje vjerojatno bilo namijenjeno za B-21 stealth premaz. Budući da je program povjerljiv, dužnosnici su objavili vrlo malo informacija o njemu. U ljeto 2019. objavljeno je da je izgradnja prve jedinice u tijeku. Početkom 2021. nekoliko je medija izvijestilo da je s približavanjem završetka prve jedinice B-21 započela izgradnja druge jedinice.
Do veljače 2022. šest B-21 bilo je u izgradnji. Prvi B-21 je sljedeći mjesec premješten u postrojenje za kalibraciju. Oko 5000 zaposlenika Northrop Grummana radilo je na programu u prosincu 2022.

## Troškovi programa
U prosincu 2022. trošak zrakoplova B-21 procijenjen je na 700 milijuna USD. U to su vrijeme dužnosnici Zračnih snaga procijenili da bi troškovi razvoja, kupnje i upravljanja flotom od 100 B-21 u razdoblju od 30 godina iznosili najmanje 203 milijarde dolara.
Održavanje B-21 koordinirat će Tinker Air Force Base, Oklahoma, dok će zrakoplovna baza Edwards u Kaliforniji voditi testiranje i procjenu. Očekuje se da će B-21 djelovati iz baza u kojima se trenutno nalaze teški bombarderi, poput Dyess Air Force Base, Texas; Ellsworth Air Force Base, Južna Dakota; i Whiteman Air Force Base, Missouri. U ožujku 2019. Ellsworth je odabran kao baza za prvu operativnu jedinicu B-21 i prvu jedinicu za obuku.